# 威爾斯伯勒 (紐約州)
威爾斯伯勒（英語：Willsboro）是一個位於美國紐約州艾塞克斯縣的鎮。

## 人口
根據2020年美國人口普查的數據，威爾斯伯勒的面積為190.06平方千米，當中陸地面積為110.61平方千米，而水域面積為79.44平方千米。當地共有人口1905人，而人口密度為每平方千米10人。